# フィラデルフィア郡 (ペンシルベニア州)
フィラデルフィア郡（英: Philadelphia County）は、アメリカ合衆国ペンシルベニア州の南東部に位置する郡である。人口は160万3797人（2020年）。人口では州内第1の郡であるが、面積では小さい方から第2位である。郡庁所在地はフィラデルフィア市であり、1856年から統合市郡の形を採っている。
フィラデルフィア郡は1682年11月にウィリアム・ペンが作った最初の3郡の1つである。他の2郡はバックス郡とチェスター郡だった。フィラデルフィア郡はデラウェア・バレーに入っており、フィラデルフィア大都市圏の中心郡である。

## 歴史
フィラデルフィア郡となった地域にはレナペ族インディアンが先住していた。この地域に入った最初のヨーロッパ人は1638年のスウェーデン人とフィンランド人だった。1655年にはオランダがこの地域を占領したが、1674年にはイングランドのために失った。1681年、ウィリアム・ペンがイングランド王チャールズ2世から植民地勅許を受け、1682年11月に3つの郡に分けた。同年、フィラデルフィアの町が区画割りされて郡庁所在地となり、ペンシルベニア植民地の首都になった。
フィラデルフィアとは「兄弟愛」を意味しており、ペンは宗教的寛容さと礼拝の自由が確保される場所にしようと考えた。フィラデルフィアという名前は、新約聖書の「ヨハネの黙示録」で古代アジアの小さな都市にも使われていた。クエーカー教徒であるウィリアム・ペンの考えでは、「神聖なる実験」が最後の審判で無実となることを願っていた。
フィラデルフィア郡が設立されたとき、東はデラウェア川、南はスクーカル川、北はバックス郡の間にある地域で構成されており、西の境界は定義されていなかった。後にその領域から2つの郡が設立された。1752年に、チェスター郡、ランカスター郡、フィラデルフィア郡のそれぞれ一部を合わせてバークス郡が設立された。1784年にはモンゴメリー郡が作られた。これらの分離に加えて、境界の修正もあり、現在のフィラデルフィア郡領域ができた。
フィラデルフィア市はペンが区画割りを行い、現在の市ではサウス通りとバイン通りの間、デラウェア川とスクーカル川の間のみで構成されていた。その他の開拓地が市の領域を越えて設立され、時代と共に法人化され、別の政府を戴くようになった。
これら開拓地の中で、南部のサウスウォークやモイアメンシング地区、北部のノーザンリバティーズ、ケンジントン、スプリングガーデン、ペンの各地区など、西のウェストフィラデルフィアとブロックリー各地区は、市の元々あった地域に直接接してあったので、市と結合されて事実上1つの町を造り上げ、全体として単純にフィラデルフィアと呼ばれるようになった。
郡内にはこれら以外にも外郭のタウンシップ、村、集落が数多くあった。時間と共にフィラデルフィア住民が外に広がり、市に近い所は町の並びに吸収され、遠い所は他のタウンシップ、村、集落と組み合わされ、バークスやモンゴメリーのような新郡になった。
この時期にフィラデルフィア市政府とフィラデルフィア郡政府は別々に行動していた。19世紀半ばまでにより構造的に整備された政府が必要なことが明らかになってきた。1854年2月2日の改革チャーターにより、郡域の中にある全てのボロ、タウンシップ、地区を市域の中に取り込み、郡設立以来続いていた都市、ボロ、タウンシップの境界を廃止した。
この市郡統合は、植民地タイプの委員会政府では成長し続ける市の新しい公共サービス需要に対応できないと判断された結果だった。例えば街路、警察、交通、衛生、教育の需要があった。
新しく統合された地区はそれぞれ特徴があったが、統合後時間が経つと、これらの特徴も市の中に統合されていった。これら地区の名前は市内の町名に使われ、その境界も古いものにほぼ一致している。
1951年、市と郡の事務所を完全に統合する自治憲章を要求する住民発議が行われた。この新憲章は市に通常の組織構造を与え、「強い市長」の政府形態とし、それが今日も続いている。
1952年に郡事務所が市政府に統合され、事実上ペンシルベニア州の郡政府としての形は無くなった。法律上郡は政府を持たないが、統合されていない州法とフィラデルフィア法典および憲章の下で、フィラデルフィア郡はペンシルベニア州の1政体である。そのために州法の郡に関する規定が適用されている。その例外としては、フィラデルフィアの自治憲章、1854年の統合法とその後の立法に述べられる制限がある。フィラデルフィア郡は州内唯一の第1級郡であり、最新の国勢調査で人口が150万人を超えていることを意味している。

## 人口動態
フィラデルフィア郡は人種的にも民族的にも長い年月で多様になり、今日も続いている。1990年以降、数多いラテンアメリカ、アジア、ヨーロッパからの移民が入ってきた。現在の市内には、プエルトリコ、イタリア、朝鮮、ベトナム、ロシア、ウクライナ、ジャマイカ、アラブ、アイルランド、タイ、カンボジアからの移民数がアメリカ最大級となっている。アフリカ系アメリカ人の場合は北アメリカで4番目の集中度であり、リベリア、ナイジェリア、スーダン出身者が多い。市の北東部とその郊外部には多くのインド系とメキシコ系住人が住んでいる。
人種別人口構成（2010年統計）
- 白人: 41.0%
- アフリカン・アメリカン: 43.4%
- ネイティブ・アメリカン: 0.5%
- アジア人: 6.3%
- 太平洋諸島系: 0.0%
- その他の人種: 5.9%
- 混血: 2.8%
- ヒスパニック・ラテン系: 12.3%

## 地理
アメリカ合衆国国勢調査局に拠れば、郡域全面積は369.4 km2 (142.6平方マイル) であり、このうち陸地349.9 km2 (135.1平方マイル)、水域は19.6 km2 (7.6平方マイル) で水域率は5.29% である。郡内の河川はデラウェア川、スクーカル川、コブス・クリーク、ウィサヒコン・クリーク、ペニーパック・クリークがある。
郡内の標高最低地点はサウスウェスト・フィラデルフィアにあるミフリン砦近く、デラウェア川とスクーカル川の合流点であり、海抜3メートル (10フィート) 、最高地点はエバーグリーン・アベニューの北西、エバーグリーン・プレース近くのチェスナットヒルで海抜132メートル (432フィート) である。

### 隣接する郡
以下のリストはフィラデルフィア郡に接する他郡の町、タウンシップ、ボロである。
| デラウェア郡 - ティニカム・タウンシップ - フォルクロフト - ダービー・タウンシップ - コルウィン - ダービー - イードン - アッパーダービー・タウンシップ - ミルバーン（アッパーダービーに囲まれている） - ハバフォード・タウンシップ |  | モンゴメリー郡 - ローワー・メリオン・タウンシップ - ホワイトマーシュ・タウンシップ - スプリングフィールド・タウンシップ - チェルトナム・タウンシップ - アビントン・タウンシップ - ロックリッジ（アビントンに囲まれている） - ローワー・モアランド・タウンシップ バックス郡 - ローワー・サザンプトン・タウンシップ - ベンセイラム・タウンシップ |

## 郡政府
フィラデルフィア郡には現在、政府形態が無い。1854年の統合法以前、当時のペンシルベニア州法に従った郡政委員会があった。
郡政委員会の起源は1700年11月27日にペンシルベニア植民地議会の法で成立したフィラデルフィア税評価官事務所にある。税評価官は6人おり、毎年郡の財務状況を評価するために選出され、対象の評価を行って課税し、徴収官と郡財務官を指名した。
1710年3月28日、植民地議会は指名による郡政委員会の創設を行う法を承認し、これが1725年には選挙で選ばれる委員会に変えられた。委員会は税評価官と徴収官の計算書を要求する権限があり、必要ならば新しい徴収官を指名した。1715年、1718年、1722年に成立していた法により、委員会の権限と範囲を拡大し、評価官の評価業務を共有し、税収を様々な計画に分配し、郡財務官の指名に参加し、税の滞納者や怠慢な徴収官には令状を発行し科料を課することができるようになった。18世紀に成立したその他の法により、郡内の土地、道路、橋、桟橋と上陸設備、裁判所と郡監獄に関して規制権と維持機能を持つようになった。
1780年、議会は郡税評価委員会を廃止し、その機能を郡政委員会のみに委ねる法を成立させた。郡政委員会は郡内のボロ、タウンシップ、地区のそれぞれに評価官と徴収官の指名を続けた。さらに1799年と1805年の立法により、役人を選ぶ選挙の有権者リストを備え、陪審員の選出では保安官を援助する機能が加えられた。どちらも納税者リストに基づいていた。19世紀の前半、委員会の任務は、投票場所の賃貸、投票箱のきせいなどが増えた。

### 1854年の統合
1854年、フィラデルフィア市とフィラデルフィア郡の統合により、郡政委員会が廃止され、その機能の大半は市政委員会に移された。市政委員会は元々の肩書きと任務を保持し、さらに郡役人とも見なされた。市政委員会は郡役人と見なされたので、郡政委員会に関する州法の規制も受けた。市政委員会はフィラデルフィア市カウンシルとは別の政体である。
市と郡の政府が統合によって事実上統合されたとしても、統合以前に郡の支配下にあった郡監獄の検査委員会（フィラデルフィア刑務所体系）、検視官、土地登記記録官、保安官のような事務所と機関の全てが市に移管されたわけではなく、その監視と規制が市政委員会に委ねられた。市税徴収官事務所と郡税徴収官事務所のような事務所と機関は、新しい収税事務所の事務に引き継がれ縮小された。道路や市の資産に関する市と郡の委員会権限は、市のハイウェイと市資産部に移管された。1854年から1867年まで、委員会は税制改革委員会の委員としても機能した。1867年、市税評価官が市政委員会による指名となった。
郡政委員会に残された権限は主に郡の施設に関する出納業務であり、重量と寸法に関する規制任務（1895年の法で成立）と選挙に関する管理機能だった。1937年に郡選挙委員会が作られ、その完全な指示下に選挙が行われたことがその例である。

### フィラデルフィア自治憲章
フィラデルフィア自治憲章に明文化されてはいないが、市政委員会は、市と郡に関して1951年に行われた州憲法修正によって、市政府の一部となった。さらに1963年の第1級都市自治法修正により、市政委員会の運営に関する法を市カウンシルが成立させる権限を持った。1965年の市カウンシルの市郡統合条例はこれら法制執行を可能にするものだった。

### 政治
フィラデルフィア郡はこれまで、州内でも民主党の強い地盤だった。2004年アメリカ合衆国大統領選挙では、民主党のジョン・ケリーが郡投票総数の80%、542,205票を獲得し、対する共和党のジョージ・W・ブッシュは19%、130,099票に終わった。ケリーにとってはもっとも支持率の高い郡となった。ケリーは州全体でも接戦で勝利した。大統領選挙では1832年以来一貫して民主党候補を支持している。1972年の場合は、共和党現職のリチャード・ニクソンに対して民主党のジョージ・マクガヴァンを勝たせた州内唯一の郡だった。2004年のアメリカ合衆国上院議員選挙で圧勝した共和党アーレン・スペクターであっても、フィラデルフィア郡の場合は3分の1も獲れなかった。スペクターは2009年に民主党に鞍替えしたが、2010年民主党予備選挙で敗れた。

### 1854年統合以前のフィラデルフィア郡内地区、タウンシップ、ボロ

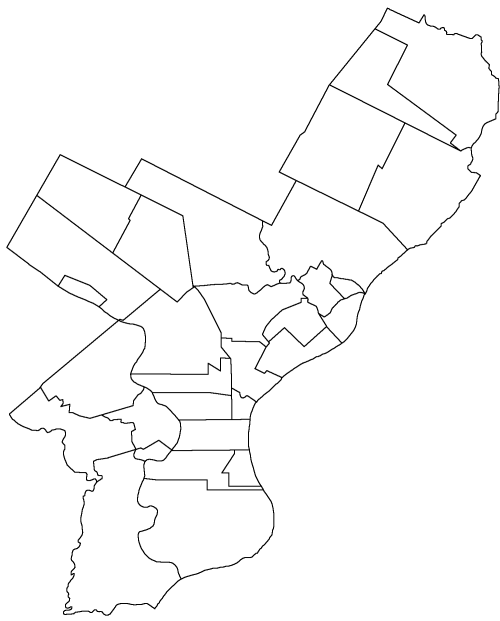
統合前のフィラデルフィア郡区割り図

| - アラミンゴ・ボロ - ベルモント地区 - ブロックリー・タウンシップ - ブライズバーグ・ボロ - ブリストル・タウンシップ - バイベリー・タウンシップ - デラウェア・タウンシップ - フランクフォード・ボロ - ジャーマンタウン・ボロ - ジャーマンタウン・タウンシップ - ケンジントン地区 - キングセッシング・タウンシップ - ローワーダブリン・タウンシップ - マナヤンク・ボロ - モアランド・タウンシップ | - モイアメンシング地区 - ノーザンリバティーズ地区 - ノーザンリバティーズ・タウンシップ - オックスフォード・タウンシップ - パシヤンク・タウンシップ - ペン地区 - ペン・タウンシップ - フィラデルフィア市 - リッチモンド地区 - ロックスボロ・タウンシップ - サウスウォーク地区 - スプリングガーデン地区 - ウェストフィラデルフィア・ボロ - ホワイトホール・ボロ |